# Ящук Петро Лаврентійович
Петро́ Лавре́нтійович Ящу́к (1 липня 1948 року, село Юлинці Лановецького району Тернопільської області)  – поет, прозаїк, автор серії книг про голодомор.

## Життєпис
Народився в селі Юлинці Лановецького району Тернопільської області. Закінчив Чернівецький медичний інститут.
В 1979 році в числі десяти осіб намагався створити християнсько-селянську партію. В 1982 році відчув на собі наслідки цієї ініціативи і позбувся роботи. Переїжджає в Понінку Полонського району. Працює лікарем-терапевтом, завідувачем терапевтичного відділення лікарні №1 смт. Понінка.
Зібрав унікальні матеріали з історії ХХ ст. про винищення українського народу голодоморами та в ГУЛАГові: 364 свідчення, які оформив у книгу «Портрет темряви». Книга нараховує 1500 сторінок, 300 фотографій, 50 копій документів.
Друкувався в українській і польській періодиці, в колективних збірках: "Полонь" (2000), "Безсоння вишень" (2000), "Осик осінній сон" (2001), "Творче Поділля. Ювілей" (2003).
Вийшли друком книги: 
- "Лірник" (1996),
- "До істини" (1997),
- "Костьол" (1997),
- "З портрета темряви" (1997),
- "Портрет темряви" у двох книгах (Київ - Нью-Йорк, 1999),

поетичні збірки - 
- "Хода" (2000),
- "Час прозірника" (2000).

Член Національної Спілки письменників України з 2003 р.

### Нагороди
26 листопада 2005 року Указом Президента України нагороджено орденом «За заслуги» ІІ ступеня.
Лауреат Всеукраїнської премії ім. Івана Огієнка 2005 року та польсько-української літературної премії (1993).

## Історичні дослідження
- До істини: свідчення, розповідь, роздуми. – Рівне: Світанкова зоря, 1997. – 152 с.

- З портрета темряви: докум. іст. розповідь. – Рівне: Світанкова зоря, 1997. – 110 с.

- Костьол: докум. іст. Розповідь. – Рівне: Світанкова зоря, 1997. – 73 с.

- Портрет темряви: в 2-х т. – Київ-Нью-Йорк, 1999.